# Gephyrometra
Gephyrometra is een geslacht van haarsterren uit de familie Calometridae.

## Soort
- Gephyrometra versicolor (A.H. Clark, 1907)